# Heterostegane pleninotata
Heterostegane pleninotata là một loài bướm đêm trong họ Geometridae.